# Melungeons
 (octobre 2016).
Améliorez-le ou discutez des points à vérifier. 

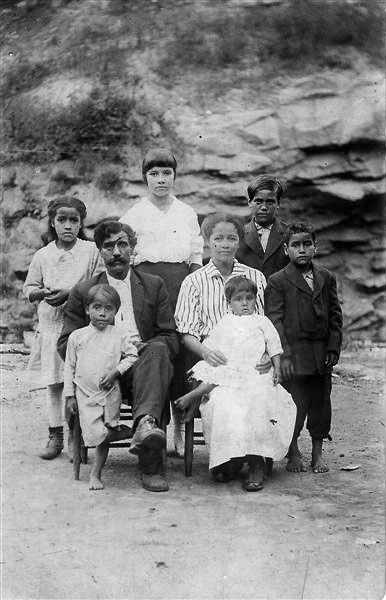
Arch Goins et sa famille, Melungeons de Graysville (Tennessee) autour des années 1920.

Les Melungeons est historiquement un terme raciste qualifiant à l’origine les familles de mulâtres dans la Colonie de Virginie, le Tennessee et la Province de Caroline du Nord,,,. Il est revendiqué par les descendants de ces familles, en particulier dans le sud des Appalaches,,.
La plupart des populations modernes ont un ADN non-européen estimé à 1 à 2 %, bien qu'il atteigne 20 % ou plus dans certains groupes, tels que les Lumbees,,. L’impact de la règle de l'unique goutte de sang a eu pour effet de les qualifier de non-blanc, ce qui a entrainé la stérilisation de certains individus, en particulier en Virginie,,.

## Groupes de Melungeons
Il y a au moins quatre groupes à qui ce nom a été appliqué, en tant qu'"isolat tri-racial" (Amérindiens, Européens, Noirs) :
- la première utilisation est attestée pour le groupe des « Graysville Melungeons »[15] du territoire informel de Newman, centré sur les comtés Hancock et Hawkins (Tennessee), et les comtés Scott et Wise (Virginie occidentale), entre Knoxville et Chattanooga ;
- les « Kentucky Melungeons », dans le sud-est du Kentucky ;
- les Redbones ou « Louisiane Melungeons », le long de la frontière Texas-Louisiane ;
- les Gens du Lac Mort (Dead Lake People) ou « Melungeons de Floride », en Floride occidentale.

## Origines
Leurs origines ont longtemps été méconnues en raison de la discrimination raciale dont ils ont été victimes. On croit qu’ils sont un mélange d’Amérindiens, d’Afro-Américains et d’Européens méditerranéens ou autres.

### Origine du nom
Il n’y a aucune certitude sur l’origine du nom anglais "Melungeons", mais ce nom semble provenir du français « mélangés ». Par rapprochement phonétique, melanzane (nom italien des aubergines), melun can (« vie exécrable » en turc) ou encore malun djinn (« esprit malin » en arabe) ont été aussi suggérés. Cela a nourri beaucoup de spéculations sur d’éventuels ancêtres méditerranéens : des ascendances ibériques, italiques, balkaniques et anatoliennes ont été suggérées. L’élément amérindien peut être sioux (Saponi et Yuchi), iroquois (Cherokee et Tuscarora) et algonquin (Powhattan, Hatteras…).   
Dans un contexte régional historique, il y a des probabilités liées au fait qu’avant l’acquisition par les États-Unis de la Louisiane (au sens large, française) en 1803 et de la Floride (espagnole) en 1819, la ségrégation franco-espagnole était, dans ces territoires, moindre qu’après ces dates, et les métis moins mal vus. Les choses ont changé avec l’arrivée des colons américains protestants avides de terres, qui interprètent littéralement la  « table des peuples » en lien avec la « malédiction de Canaan » pour en faire la justification de l’esclavage et de la ségrégation raciale. Plus ponctuellement, l’étymologie française peut aussi provenir de la tentative de colonisation de la région par le français Pierre-François Tubeuf, dans les années 1790, après l’échec en France de sa tentative de développer les mines de charbon des Cévennes, et qui est assassiné en 1795 par deux hommes, décrits comme des indiens.
Tubeuf, parti avec cinq familles françaises, avait obtenu une concession de 55 000 acres dans la région charbonnière des Appalaches et s’était installé le long de la rivière de Stony Creek et de la rivière Clinch, à 10 miles au-dessus de Fort Blackmore. Une partie de ses proches ont ensuite décidé de revenir plus à l’Est, vers la ville de Richmond. Le terme de Melungeon apparaît alors dans un journal de l’époque, basé dans ce qui n’est pas encore l’Alabama et qui décrit les événements de Virginie. On le trouve aussi sous la forme de Melungins en 1813 dans le bulletin paroissial de Fort Pitt.
Les Melungeons vivaient le long de la rivière Clinch, près de la ville actuelle de Tazewell, à la pointe d’extrême sud-ouest de la Virginie tout près du lieu où a vécu Pierre-François Tubeuf, près de Narrows, Darlene Wilson, à Fort Pitt, l’actuelle ville de Pittsburgh (en Virginie). Selon les travaux de l'historienne Joanne Pezzullo, le terme Melungeons avait alors, dans la sphère politique, une connotation péjorative en raison du racisme particulier des « Wasps » des États du Sud, pour lesquels il n’y a de « blancs » que « purs », et la moindre « goutte de sang » provenant d’un ancêtre « coloré » suffit à faire de la personne concernée un citoyen de seconde zone.

## Discrimination
L’origine exacte des Melungeons a longtemps été occultée, d'abord parce que ces derniers, victimes d’une discrimination raciale qu’ils ont dû subir durant des siècles, se sont claquemurés dans le silence et la discrétion. Ainsi, lors des recensements de l’époque de la ségrégation légale (avant les présidences de John F. Kennedy et de Lyndon Johnson), les Melungeons au teint hâlé étaient qualifiés de « personnes libres de couleur », en conséquence de quoi, le statut de « blanc » leur était refusé. Ils ne pouvaient donc ni voter, ni bénéficier de l’éducation publique dans le cadre du système scolaire, ni devenir propriétaires. Aussi, bien souvent les Melungeons les plus « clairs » ont-ils masqué leurs origines et se sont faits discrets pour échapper à ces discriminations. Ceux qui furent dénoncés ou dévoilés furent spoliés de leurs terres et certains, avec les Indiens Cherokees, subirent en 1834 une déportation forcée vers l’Oklahoma. Cette triste période est connue sous le nom tragique de « Piste des Larmes ». Ce n’est qu’en 1960, avec l’abrogation des lois raciales, que les Melungeons ont pleinement acquis leurs droits de citoyens.